# Palais des Prinzen Heinrich

Palais des Prinzen Heinrich

Das Palais des Prinzen Heinrich (auch: Prinz-Heinrich-Palais) ist ein Baudenkmal am Boulevard Unter den Linden 6 im Berliner Ortsteil Mitte und Teil des Forum Fridericianum. Errichtet 1748–1753 im Auftrag von Friedrich dem Großen nach Plänen von Johann Boumann im Stil des Friderizianischen Rokoko als Wohnsitz für Prinz Heinrich von Preußen, den jüngeren Bruder Friedrichs des Großen, wandelte es sich 1809 zum Universitätsgebäude. Im Zweiten Weltkrieg ausgebrannt, wurde das Palais 1947 bis 1962 wiederaufgebaut. Seitdem beheimatet es die Humboldt-Universität zu Berlin. Über eine Rückgabe der geliehenen Skulpturen des Potsdamer Stadtschlosses, die seit 1967 auf den Seitenflügeln stehen, wird immer wieder diskutiert.

## Geschichte

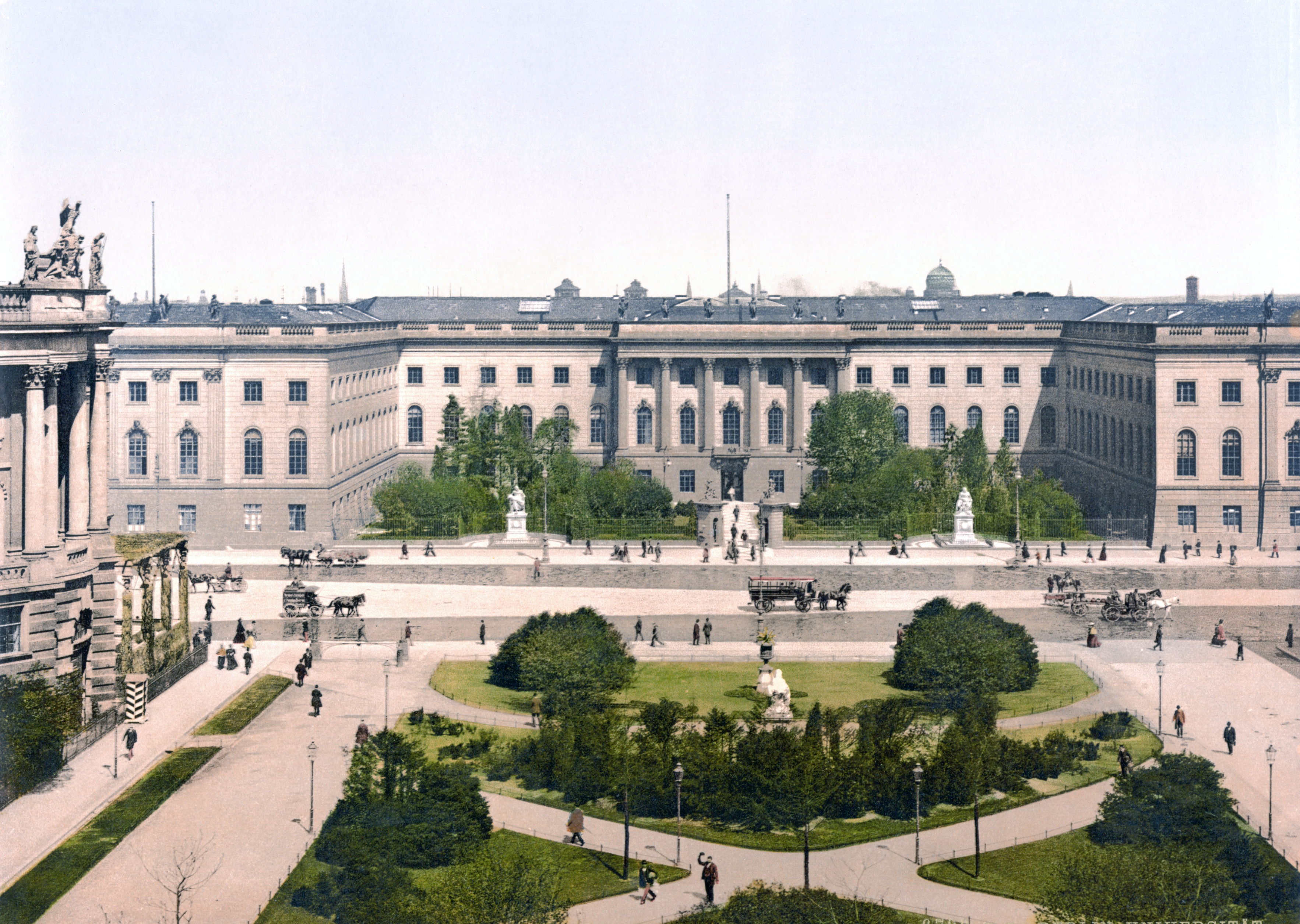
Blick über den Opernplatz auf das Palais, um 1900

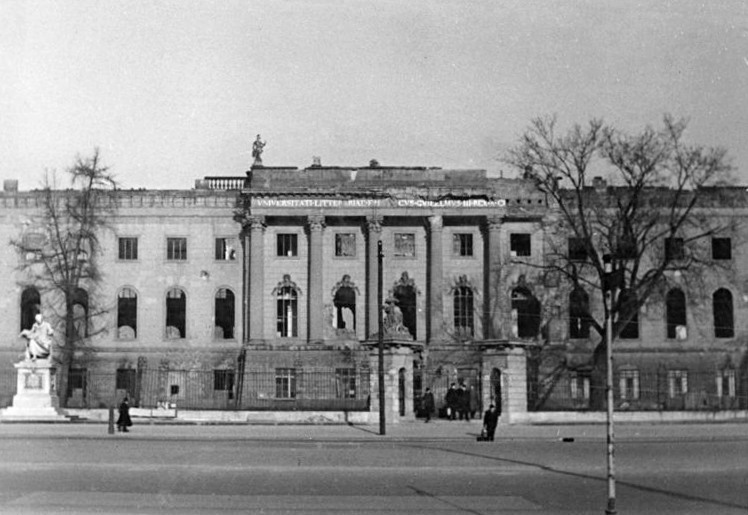
Kriegsbeschädigtes Palais, 1950

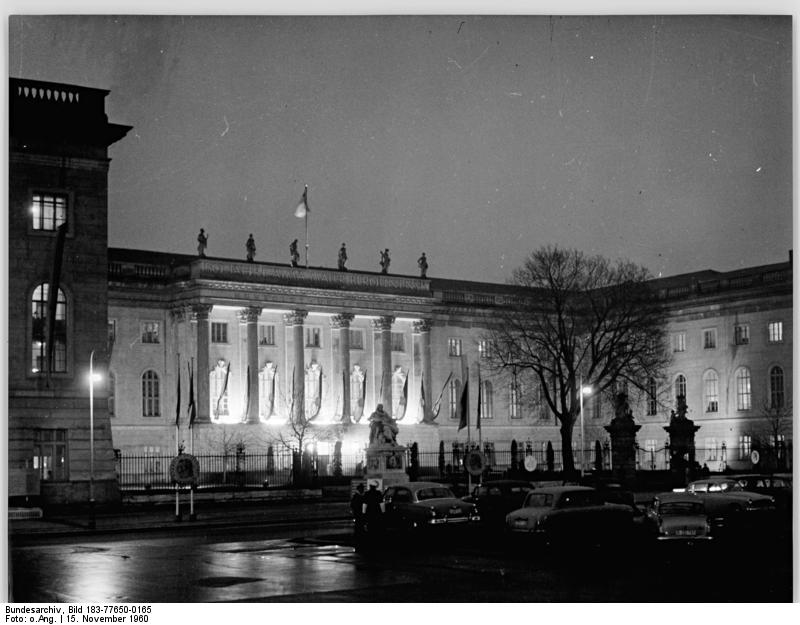
Festbeleuchtung anlässlich der 150-Jahr-Feier der Universität, 1960

Der preußische König Friedrich II. ließ das Gebäude im Stil des Friderizianischen Rokoko in den Jahren 1748–1753 für seinen Bruder Prinz Heinrich errichten. Die Pläne für das Palais stammten von dem niederländischen Baumeister Johann Boumann, der sich auf erste Entwürfe von Georg Wenzeslaus von Knobelsdorff gestützt haben soll.
Knobelsdorff sollte an dieser Stelle ursprünglich ein weitläufiges Residenzschloss für Friedrich II. errichten, als Teil eines größeren Bauensembles, des Forum Fridericianum. Nach der Weigerung der Markgrafen von Brandenburg-Schwedt, ihr bestehendes Palais, den Vorgängerbau des heutigen Alten Palais, für die Neuanlage des geplanten großen Forums zu verkaufen, rückte Friedrich II. von der Idee des Palais du Roy ab, ließ sich eine Wohnung im Berliner Schloss neu ausstatten und konzentrierte seine Bautätigkeiten fortan auf Potsdam. Da jedoch das gegenüberliegende Königliche Opernhaus nach Knobelsdorffs Plänen auf dem leeren Geländestreifen der ehemaligen Festungsanlagen bereits errichtet war und einer Einrahmung bedurfte, lieferte Friedrich II. als Bauherr erneut Ideenskizzen. So entstand das für einen jungen, damals noch unverheirateten Prinzen bemerkenswert große Palais an der Stelle, die ursprünglich für das Residenzschloss vorgesehen war, „in einer noch mit Wald und Wiese bestandenen Gegend“. Gleichzeitig entstand gegenüber die Hedwigskirche, erst 1773 geweiht, und 1775–1786 die Königliche Bibliothek, sodass eine stark verkleinerte Version des Forums schließlich doch vollendet wurde. 
Die Fassadengestaltung orientierte sich an den Formen des Opernhauses und zielte offensichtlich darauf ab, dem Platz eine einheitliche Gestaltung zu verleihen. Die Bauleitung übernahmen zuerst Boumann selbst, später Carl Ludwig Hildebrandt, als Boumann 1755 die Zuständigkeit für das gesamte Berliner Bauwesen übertragen wurde. Bis zu diesem Zeitpunkt waren die Kosten für das Prinz-Heinrich-Palais schon auf 200.000 Taler angestiegen, 1756 wurden nochmals 33.000 Taler bewilligt – für ein Projekt dieser Art damals ungeheure Summen. Die Arbeiten kamen auch hier nur langsam voran, und während des Siebenjährigen Krieges wurden sie völlig eingestellt. Erst Anfang 1766 konnte der Prinz mit seinem Hofstaat einziehen, zusammen mit seiner Gemahlin Wilhelmine von Hessen-Kassel, mit der er 1752 aus Gründen der Staatsräson verheiratet worden war. Heinrich bewohnte das Gebäude bis zu seinem Tod 1802, sofern er nicht auf seinem Schloss Rheinsberg oder in seiner Wohnung im Potsdamer Stadtschloss weilte, und Wilhelmine noch bis zu ihrem Tod 1808, freilich in getrennten Appartements in den beiden Seitenflügeln. 
Als 1809 die Berliner Universität begründet wurde, widmete ihr der preußische König Friedrich Wilhelm III. das Gebäude. In den Jahren 1836–1846 und 1892 wurde das Innere des Palais an die Erfordernisse der Universität angepasst. Zwischen 1913 und 1920 erweiterte der Berliner Stadtbaurat Ludwig Hoffmann das Gebäude durch die Verlängerung der beiden Seitenflügel unter Bewahrung des Baustils und der Traufhöhe in Richtung Norden und um seitliche Anbauten. Aus der U-Form wurde die heutige H-Form.
Während des Zweiten Weltkriegs wurden große Teile des Gebäudes zerstört, hauptsächlich während der alliierten Luftangriffe zwischen dem 24. November 1943 und dem 19. Juli 1944. Dabei blieben nur wenige Innenräume wie ein Treppenhaus im östlichen Kopfbau original erhalten. Der Lehrbetrieb wurde 1945 zunächst in einigen provisorisch instandgesetzten Räumen im Westflügel wieder aufgenommen. Anschließend wurden die friderizianischen Fassaden in zwei Bauphasen von 1947 bis 1954 und von 1958 bis 1962 nach historischem Vorbild rekonstruiert. Im Innern des Mittelbaus entstanden ein großes Vestibül auf der Lindenseite und ein repräsentatives Treppenhaus auf der Gartenseite mit Wand- und Bodenelementen aus rötlichem Marmor. Diese Raumabfolge gehört zu den wichtigsten Zeugnissen des sozialistischen Klassizismus der 1950er Jahre. Für die Staats- und Parteiführung der DDR hatte die Berliner Universität eine besondere Bedeutung, da Karl Marx hier bei Georg Wilhelm Friedrich Hegel studiert hatte. Dies erklärt auch, warum Marx’ Zitat der 11. Feuerbachthese „Die Philosophen haben die Welt nur verschieden interpretiert, es kommt aber darauf an, sie zu verändern“ in goldenen Lettern im zentralen Treppenhaus angebracht wurde. Im Ostflügel an der Dorotheenstraße entstanden außerdem 1958 bis 1962 der Kinosaal und das Audimax mit bunten Bleiglasfenstern von Walter Womacka. Das Universitätspalais steht seit 1975 unter Denkmalschutz und wurde zuletzt 2020 für 43 Millionen Euro innen und außen saniert.
Die lateinische Inschrift „UNIVERSITATI LITTERARIAE FRIDERICUS GUILELMUS III REX A. MDCCCVIIII“ (deutsche Übersetzung: ‚König Friedrich Wilhelm III. der wissenschaftlichen Hochschule im Jahre 1809‘) am Fries wurde in der Nachkriegszeit durch „HUMBOLDT · UNIVERSITAET“ ersetzt.

## Skulpturen

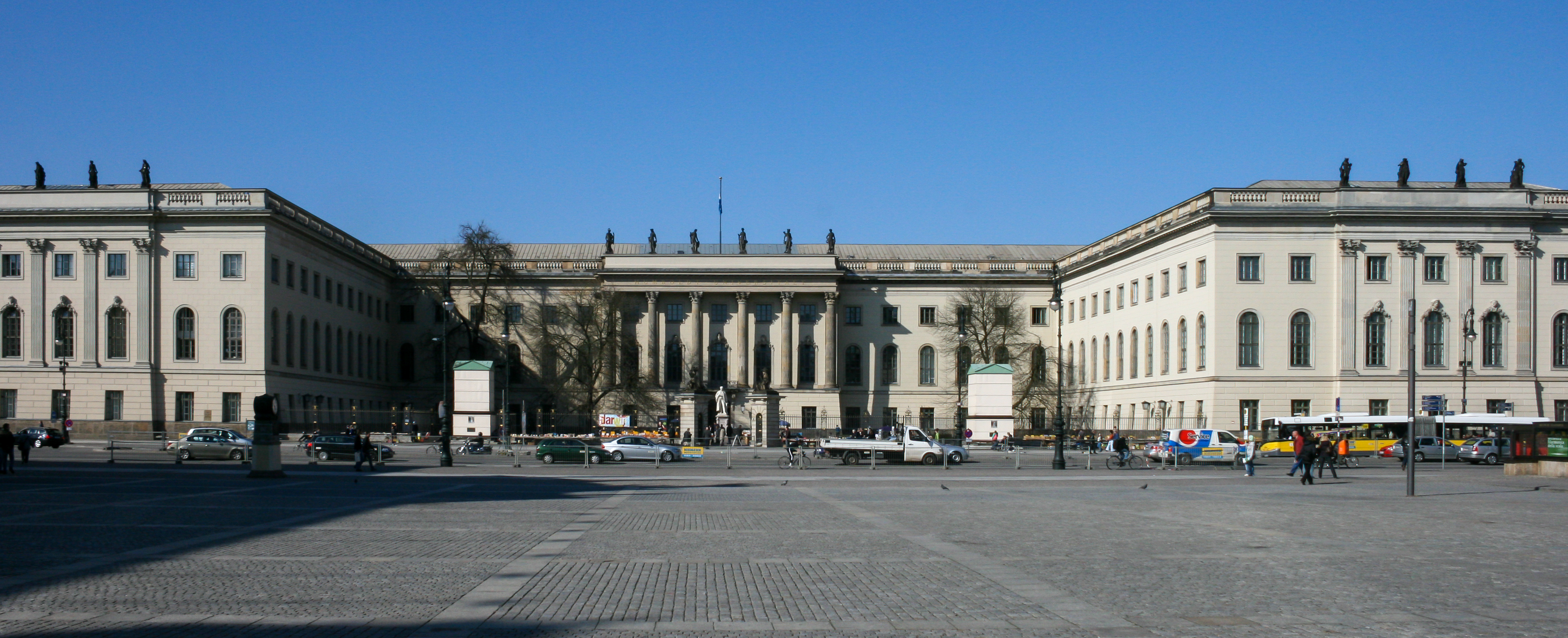
Ansicht der Originalfiguren auf dem Mittelbau und der Leihfiguren auf den Seitenflügeln

Die um 1753 vom Bildhauer Johann Gottlieb Heymüller geschaffenen Attikaskulpturen stehen im Zusammenhang mit der Nutzung des Palais, dem Leben des Prinzen Heinrich und seiner Gemahlin sowie Ovids Metamorphosen. Auf dem Mittelrisalit befinden sich die Skulpturenpaare Jason und Medea, Peleus und Thetis sowie Atalante und Meleager. Sie wurden im Zweiten Weltkrieg zerstört und beim Wiederaufbau der Humboldt-Universität 1953 durch Rekonstruktionen des Bildhauers Albert Braun ersetzt. Auf dem östlichen Seitenrisalit befanden sich die Skulpturenpaare Adonis und Venus sowie Perseus und Andromeda, auf dem westlichen Bacchus und Ariadne sowie Merkur und Herse. Sie wurden im Zweiten Weltkrieg zerstört und 1967 durch Leihskulpturen des Potsdamer Stadtschlosses ersetzt.
Seit dem Wiederaufbau als Landtagsgebäude fordert der Potsdamer Schlossverein gemäß Artikel 8 der Charta von Venedig die Rückgabe der Leihskulpturen. Er verweist auf ihren schlechten Zustand, ihre falsche Größe und ihren fehlenden Zusammenhang auf dem Palais des Prinzen Heinrich und kritisiert ihre heutige Aufstellung als „Raubkunst“. Neben dem Schlossverein unterstützen auch die lokale Bürgerinitiative Mitteschön, die Berliner Historikerin Annette Ahme, Brandenburgs CDU-Generalsekretär Steeven Bretz, Berlins CDU-Kulturexperte Uwe Lehmann-Brauns, der Jurist Erardo Rautenberg und die Publizistin Lea Rosh die Rückgabe der Leihskulpturen. Die Humboldt-Universität zu Berlin, der Landesdenkmalrat Berlin und die Stiftung Preußische Schlösser und Gärten Berlin-Brandenburg lehnen dies mit Verweis auf den bestehenden Denkmalschutz für das Gebäude in seiner historisch gewachsenen Form (zu der somit auch die Skulpturen gehören) jedoch bislang ab.